# Бегунчик серебристый
Бегунчик серебристый (лат. Bembidion argenteolum) — вид жуков-жужелиц из подсемейства трехин. Распространён в Европе, России и Казахстане. Обитают на песчаных берегах водоёмов, прогреваемых солнцем. Длина тела имаго 6,5—7,5 мм. Верх тела — медный или бронзовый, или зелёный, или синий, или фиолетово-чёрный. Переднеспинка сильно поперечная.